# وزارت آموزش ایالت چوک
وزارت آموزش ایالت چوک مدرسه‌های ایالت چوک در کشور ایالات فدرال میکرونزی را مدیریت می‌کند. دفتر آن در شهر نانتاکو در منطقه شهرداری ونو است.

## مدرسه‌ها

### دبیرستان‌ها[۲]
- دبیرستان چوک
- دبیرستان فایچوک
- دبیرستان موچ
- دبیرستان مورتلوک
- دبیرستان نامونئآس جنوبی[۳]
- دبیرستان ونو[۳]

### دوره راهنمایی[۲]
- مدرسه راهنمایی هالز
- مدرسه راهنمایی لوکِیسل
- مدرسه راهنمایی نُموِنِمو
- مدرسه راهنمایی نُموسُفُ
- مدرسه راهنمایی پاتیو
- مدرسه راهنمایی پوله، پاتا، اُنِی

### مدرسه ابتدایی[۲]
- مدرسه ابتدایی آمواچانگ
- مدرسه ابتدایی چوکورام
- مدرسه ابتدایی اِپین/نوکاف
- مدرسه ابتدایی اِئُت
- مدرسه ابتدایی اِتال
- مدرسه ابتدایی فانانو
- مدرسه ابتدایی فاناپانگِس
- مدرسه ابتدایی فارُ/وینیفِی
- مدرسه ابتدایی فاسُن
- مدرسه ابتدایی فُنُتُن
- مدرسه ابتدایی فوپ
- مدرسه ابتدایی هوک
- مدرسه ابتدایی  ایراس دِمُ
- مدرسه ابتدایی کوتو
- مدرسه ابتدایی لِکینیوچ
- مدرسه ابتدایی لُساپ
- مدرسه ابتدایی ماکور
- مدرسه ابتدایی مانایُ
- مدرسه ابتدایی مِچیتیو
- مدرسه ابتدایی مُچ
- مدرسه ابتدایی مونیِن/نِچُچُ
- مدرسه ابتدایی موریلو
- مدرسه ابتدایی موان
- مدرسه ابتدایی نامُلوک
- مدرسه ابتدایی نِآاواُ
- مدرسه ابتدایی نِیرِنُم
- مدرسه ابتدایی نِما
- مدرسه ابتدایی نُموین
- مدرسه ابتدایی اُنِاُپ
- مدرسه ابتدایی اُنو
- مدرسه ابتدایی پِنیا و پِنیِسِن
- مدرسه ابتدایی پیس پانِئو
- مدرسه ابتدایی پیسِموار
- مدرسه ابتدایی پُلُوات
- مدرسه ابتدایی رُمانوم
- مدرسه ابتدایی ساپُتا پاتا
- مدرسه ابتدایی ساپو
- مدرسه ابتدایی ساپوک
- مدرسه ابتدایی ساتُوان
- مدرسه ابتدایی تا
- مدرسه ابتدایی تِرواُ بُکوکو
- مدرسه ابتدایی اودُت
- مدرسه ابتدایی ویچوکونُ
- مدرسه ابتدایی وُنیپ

### دیگر
- مدرسه آکُییکُیی